# Différent de
En mathématiques et en logique, « différent de » est une relation entre deux entités comparables (deux valeurs numériques, deux propositions, deux ensembles, deux chaînes de caractères, etc.). Cette relation, qui peut être vraie ou fausse, indique que les deux entités ne sont pas identiques. Elle est représentée par le signe ≠, construit à partir du signe égal (=) rayé d'une barre oblique (/) parce qu'il représente la négation de la relation d'égalité.
En informatique, « différent de » est un opérateur qui, appliqué à deux variables ou constantes de même type ou de types comparables, donne le résultat « vrai » ou « faux » selon que les deux variables ou constantes sont égales ou non. Selon le langage utilisé, cet opérateur peut être représenté par ≠ (exemple : Mathematica), !=, ~=, <> ou \=.